# EaseUS Partition Master
EaseUS Partition Master es un administrador de partición de disco que permite a los usuarios gestionar unidades de disco duro o unidades de estado sólido en los PCs Windows de 32 o 64 bits y servidores de Windows .

## Visión General
Creado por EaseUS Software, el programa  fue lanzado inicialmente en 2006. Viene en tres versiones: Gratuita, Profesional y Empresarial. Realiza tareas que el administrador de dispositivos predeterminado de Windows no ofrece, incluyendo test de superficie de disco, ocultar particiones, reconstruir  MBR y e imagen de disco de arranque WinPE .
En 2021, la versión 16.5 de EaseUS Partition Master ha añadido la función de extender/reducir partición.